# Jacek Łukomski
Jacek Edmund Łukomski (ur. 19 lipca 1950 w Poznaniu, zm. 18 lipca 2022) – polski lekarz, nauczyciel akademicki, samorządowiec oraz menedżer i doradca specjalizujący się w zarządzaniu służbą zdrowia. Syn Edmunda, doktora nauk medycznych i znanego radiologa oraz Marii (z d. Bogackiej).

## Życiorys[2]
W 1974 roku ukończył studia medyczne na Wydziale Lekarskim Akademii Medycznej w Poznaniu. W 1981 roku uzyskał specjalizację II stopnia z chirurgii ogólnej, przez 15 lat był asystentem Oddziału Chirurgii „A” Wojewódzkiego Szpitala Zespolonego w Poznaniu. W 1990 roku został dyrektorem Wydziału Zdrowia Urzędu Miasta w Poznaniu. W latach 1992–1998 był wiceprezydentem Poznania ds. polityki społecznej, zajmując się służbą zdrowia, pomocą społeczną, sportem oraz kulturą. W czasie swojej kadencji jako wiceprezydent i zastępca Wojciecha Szczęsnego Kaczmarka nadzorował m.in. Wydawnictwo Miejskie, Malta Festival Poznań oraz przyczynił się do organizacji wielu koncertów międzynarodowych gwiazd w Poznaniu. W ramach projektu Europejskich Sieci Zdrowotnych WHO „Zdrowe Miasto” brał udział w wielu międzynarodowych konferencjach; jedna z nich odbyła się w Poznaniu w 1994 r. Za tę działalność otrzymał w 1998 roku indywidualną nagrodę „Złotego Rydza” przyznaną przez Ogólnopolski Dziennikarski Klub Promocji Zdrowia.
Radny II i III kadencji Rady Miasta Poznania w latach 1994–2002; w trakcie III kadencji był przewodniczącym Komisji Zdrowia Publicznego oraz wiceprzewodniczącym Komisji Finansów Rady Miasta Poznania. Od 18 grudnia 1998 roku do 31 grudnia 2017 roku był Dyrektorem Szpitala Wojewódzkiego w Poznaniu. Jednocześnie był Dyrektorem Szpitala Kardiologiczno-Rehabilitacyjnego w Kowanówku w okresie 2016–2017. Jako Dyrektor Szpitala Wojewódzkiego w Poznaniu włączył w jego struktury: Szpital Grunwaldzki i Wielkopolskie Centrum Ortopedii i Chirurgii Urazowej w 2006 roku, Ośrodek Rehabilitacji dla Dzieci w Kiekrzu i Zakład Opiekuńczo-Leczniczy w Poznaniu w 2016 roku, a także Szpital Kardiologiczno-Rehabilitacyjny w 2017 roku. Od marca do sierpnia 2018 roku był doradcą – p.o. zastępcy dyrektora ds. medycznych Szpitala Powiatowego w Gostyniu. W sierpniu 1999 roku został powołany przez Ministra Zdrowia do zespołu przygotowującego ustawę o realizacji Narodowego Programu Zdrowia. W latach 1999–2016 był członkiem i współprzewodniczącym Zespołu ds. Służby Zdrowia Komisji Trójstronnej (ze strony pracodawców). W 2007 roku zarządzeniem Ministra Zdrowia został powołany w skład zespołu ds. opracowania projektu nowej ustawy o zakładach opieki zdrowotnej. W latach 2002–2011 ekspert Światowej Organizacji Zdrowia i doradca Banku Światowego. W latach 1999–2017 prezes Wielkopolskiego Związku Zakładów Opieki Zdrowotnej – Organizacji Pracodawców, od 2018 roku prezes honorowy. Od 2018 r. jest doradcą ds. medycznych w kancelarii Łukomski Niklewicz adwokacka spółka partnerska.
Wykładowca na studiach podyplomowych w zarządzaniu ochroną zdrowia Uniwersytetu Medycznego im. Karola Marcinkowskiego w Poznaniu oraz Uniwersytetu Ekonomicznego w Poznaniu. W 2003 roku zdał egzamin państwowy w Ministerstwie Skarbu Państwa dla kandydatów do rad nadzorczych spółek Skarbu Państwa.
W latach 1999–2005 był redaktorem naczelnym, a następnie przewodniczym Kolegium Redakcyjnego i przewodniczącym Rady Programowej miesięcznika „Menedżer Zdrowia” do 2016 roku. W 2006 roku ukazała się książka wydawnictwa Forum „Poradnik dyrektora placówki medycznej: jak skutecznie kierować zakładem opieki zdrowotnej” pod jego redakcją.
Uhonorowany wieloma odznaczeniami za działalność na rzecz Województwa Wielkopolskiego m.in. w 1999 roku otrzymał medal im. Karola Marcinkowskiego za zasługi na rzecz Akademii Medycznej w Poznaniu; otrzymał Statuetkę Honorowego Hipolita jako Lider Pracy Organicznej; w 2005 r. odznaczony medalem za zasługi dla Województwa Wielkopolskiego przez Marszałka Województwa.
Miał troje dzieci: Aleksandrę (ur. 1981), Jana (ur. 1985) oraz Hannę (ur. 1987). Był pasjonatem muzyki, historii oraz kultury anglosaskiej.
Pochowany na Cmentarzu parafialnym św. Jana Vianneya w Poznaniu.